# Wade Dominguez
Pour les articles homonymes, voir Dominguez.
Wade Dominguez (né le 10 mai 1966 - décédé le 26 août 1998 était un acteur américain, un mannequin, chanteur et danseur, plus connu pour son rôle d'Emilio Ramirez dans le film Esprits rebelles sorti en 1995.  

## Biographie
Wade Dominguez est né dans le comté de Santa Clara, en Californie, États-Unis et a étudié à l'Université de Live Oak High School à Morgan Hill et a obtenu son diplôme en 1985. Il travaille comme danseur pendant plusieurs années et est devenu acteur phare de la scène nocturne. Il a également vendu des vêtements dans une boutique du Beverly Center Mall où il a été repéré par un photographe, et bientôt a commencé à se profiler une carrière de mannequin.

### Carrière
Il va à Los Angeles pour poursuivre une carrière d'acteur et s'est inscrit dans des classes enseignées par l'ex-candidat Oscar Jeanne Berlin. La mère de Berlin, la célèbre écrivain et réalisatrice Elaine May a été tellement impressionnée par la personnalité de Wade et de ses aptitudes en classe, qu'elle a commencé à lui proposer des rôles.
Il a tenu son premier vrai rôle au cinéma en 1994 dans un film qui s'appelait Érotique réalisé par Lizzy Borden (en), qui s'est concentré sur les opérateurs du sexe. En 1995, Wade décroche un rôle dans le film à succès Esprits rebelles (coécrit par Elaine May) où il joue face à Michelle Pfeiffer, le rôle d'un adolescent en difficulté à l'école, qui est rattrapé par les problèmes de drogue, de violence et de mauvaises fréquentations liées au ghetto.
Après le succès d'Esprits rebelles, Wade est réapparu en 1997-1998 et a joué le rôle d'un voleur dans City of Crime. Il a également tenu un rôle de premier plan comme policier dans The Taxman et un rôle secondaire dans La Dernière Preuve, où, aux côtés de Melanie Griffith et Tom Berenger, il joue le rôle d'un chanteur de hip-hop qui est accusé de meurtre.

## Décès
Dominguez est mort du SIDA à l'âge de 32 ans. L'actrice Elizabeth Berkley a rendu visite à Dominguez dans son lit d'hôpital et lui a montré un premier montage de son dernier film, Taxman. Il s'est alors effondré en pleurant en disant "je suis bien, Je suis si bien." Dominguez est décédé avant la sortie du film qui lui est dédié.

### Filmographie
- 1994 : Érotique : Dream Sequence Lover
- 1995 : Esprits rebelles (Dangerous Minds) : Emilio Ramírez
- 1997 : City of Crime : Jorge Montana
- 1998 : The Taxman : Joseph Romero
- 1998 : La Dernière Preuve : Robert "Bobby" Medina

## Anecdote
En 1991 il fait une apparition dans le clip Losing My Religion du groupe rock R.E.M..